# Zwinglikirche Schaffhausen

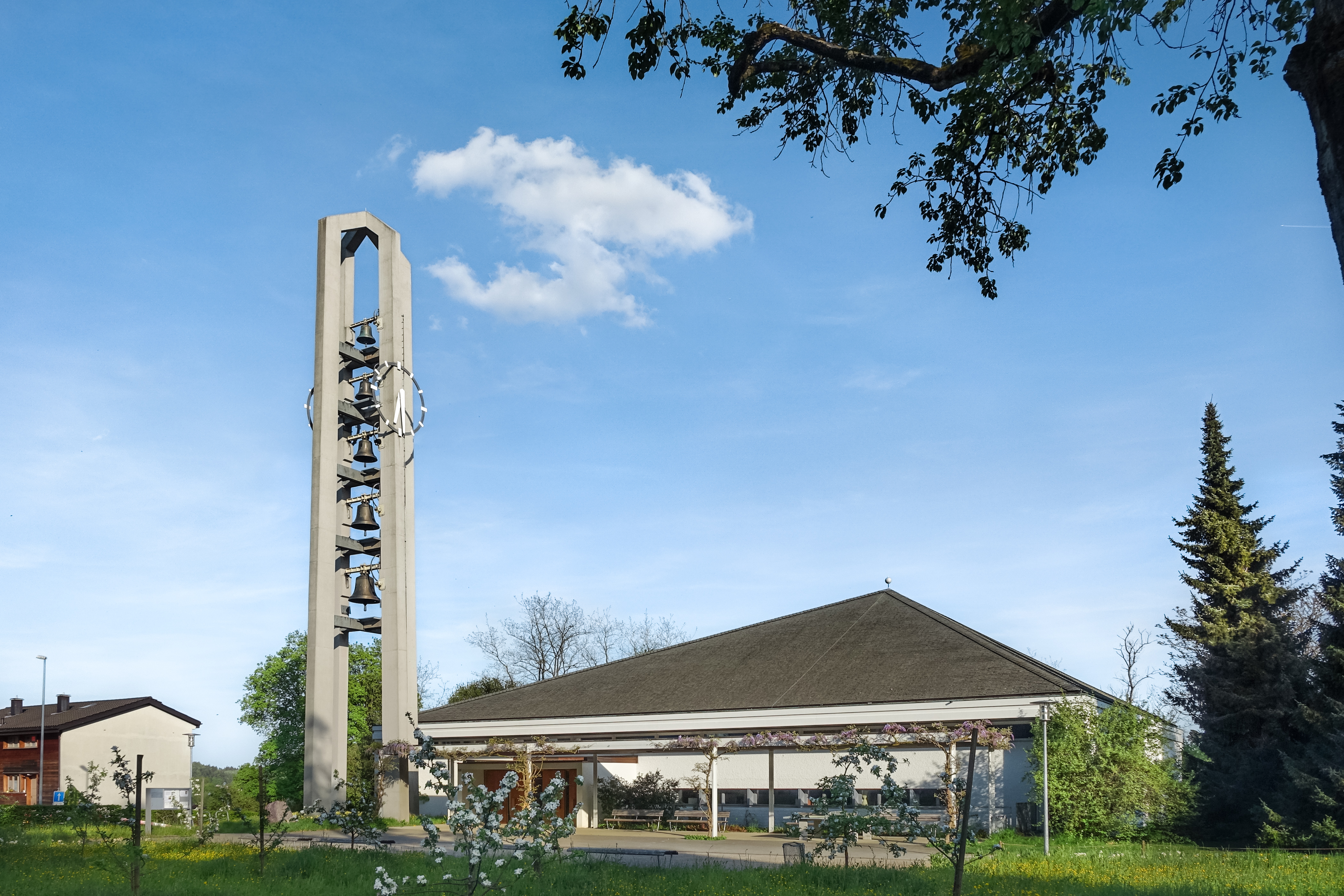
Zwinglikirche, Schaffhausen

Die Zwinglikirche Schaffhausen ist eine evangelisch-reformierte Kirche in der Stadt Schaffhausen. Sie bietet Platz für bis zu 300 Personen.

## Geschichte
Das 1959 vom damals jungen Architekten Dieter Feth neu erbaute Kirchengebäude wurde wegen seiner Schlichtheit und seiner klaren Formsprache kontrovers diskutiert. Im gleichen Jahr wurde sie eingeweiht. Auffällig sind seine schlichten Formelemente (auch mit dem freistehenden Glockenturm) und der lichtdurchflutete Kirchenraum.

### Sanierung
Aufgrund der altersbedingten Abnutzung wurde 2003 eine bauliche Sanierung unumgänglich. Sie verlangte jedoch einen verantwortungsvollen Umgang mit der vorhandenen Substanz. Im Herbst 2003 schrieb die Zwingli-Baukommission einen Wettbewerb zur Planung der Sanierung aus. Insgesamt wurden rund 100 Projekte eingereicht. Die vorgeschlagene Lösung des Schaffhauser Architekten Roland Busenhart und des St. Galler Lichtplaners Adrian Hostettler fand im Herbst 2006 sowohl bei der Kirchgemeinde wie auch beim Kirchgemeinde-Verband breite Unterstützung. Im Jahr 2007 fand die eigentliche Sanierung statt und im März 2008 wurde sie neueröffnet.
Die Lichtwand im Innern sowie das neue aussagekräftige Wandelement, welches verbindend mit den bestehenden Wänden wirkt und gleichzeitig abgrenzend für Sekretariatsbereich und Kirche ist, gewann im Jahr 2009 den Prix Lumière.